# Егіст
Егіст, або Егі́сф (грец. Αίγισθος) — син Тієста і його дочки Пелопії; належав до нещасливої родини Атрідів, проклятої богами.
Прагнучи уникнути пророкованого йому кровозмішення, Тієст присвятив свою дочку служінню Афіні, але одного разу зґвалтував у гаю жрицю, яка виявилася його дочкою й народила Егіста (гр. aigos istamai — перебуваю під козою). Пелопія, яку віддали заміж за овдовілого Атрея (брата Тіеста), підкинула дитину козі, що вигодувала її своїм молоком. (Варіант: дитину знайшли й виховали пастухи).
Пізніше володар Мікен Атрей усиновив Егіста й доручив йому вбити Тієста, який за зброєю впізнав сина. Егіст, обурений тим, що йому звеліли умертвити власного батька, повернувся до Мікен, убив Атрея, і разом з Тієстом оволодів Мікенами. Після смерті Тієста сини Атрея Агамемнон та Менелай прогнали Егіста. Під час перебування Агамемнона під Троєю Егіст зблизився з його дружиною Клітемнестрою, а коли Агамемнон повернувся, підступно вбив його. Після семи років владарювання Егіста й Клітемнестру вбив син Агамемнона Орест.